# コルシカ島
コルシカ島（コルシカとう、コルシカ語: Corsica）、または、コルス島（コルスとう、仏: Corse、フランス語発音: [kɔʁs]）は、地中海西部、イタリア半島の西に位置するフランス領の島である。面積は約8,680km2（日本の広島県と同程度）と、地中海ではシチリア島、サルデーニャ島、キプロス島に次いで4番目に大きい。漢字表記は哥而西加。
フランス皇帝ナポレオン1世の出身地として知られ、1980年代にはコルシカ民族解放戦線 (FLNC) が活動して爆弾テロ事件を頻発させていたことでも知られる。

## 名称
島の名前の「コルシカ」 (Corsica) はイタリア語での呼称であり、フランス語では「コルス」 (Corse) 、コルシカ語では「コルシガ」 (Corsica) となる。フェニキア語で「森林の多い」の意。

## 行政区画
フランスの地域圏の一つとされるが、1991年以降は他の地域圏にはない権限が付与されたコルス地方公共団体 (Collectivité Territoriale de Corse, CTC) がコルシカ島全体の行政を統括する。
島は南部のコルス＝デュ＝シュド県 (Corse-du-Sud, 2A) 及び北部のオート＝コルス県 (Haute-Corse, 2B) に分けられたが、2018年1月、コルシカ島では県が廃止され、上記2県の議会、県庁の機能と権限がコルス地方公共団体に統合された。これにより、CTCは、「コルス単一地方公共団体 (Collectivité unique de Corse)」、「コルス公共団体 (Collectivité de Corse)」とも呼ばれるようになった。

## 地理

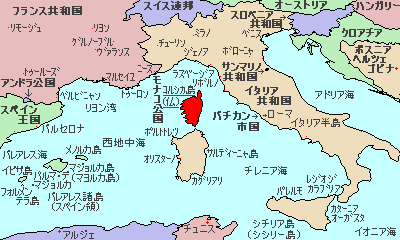
コルシカ島（コルス島）の位置

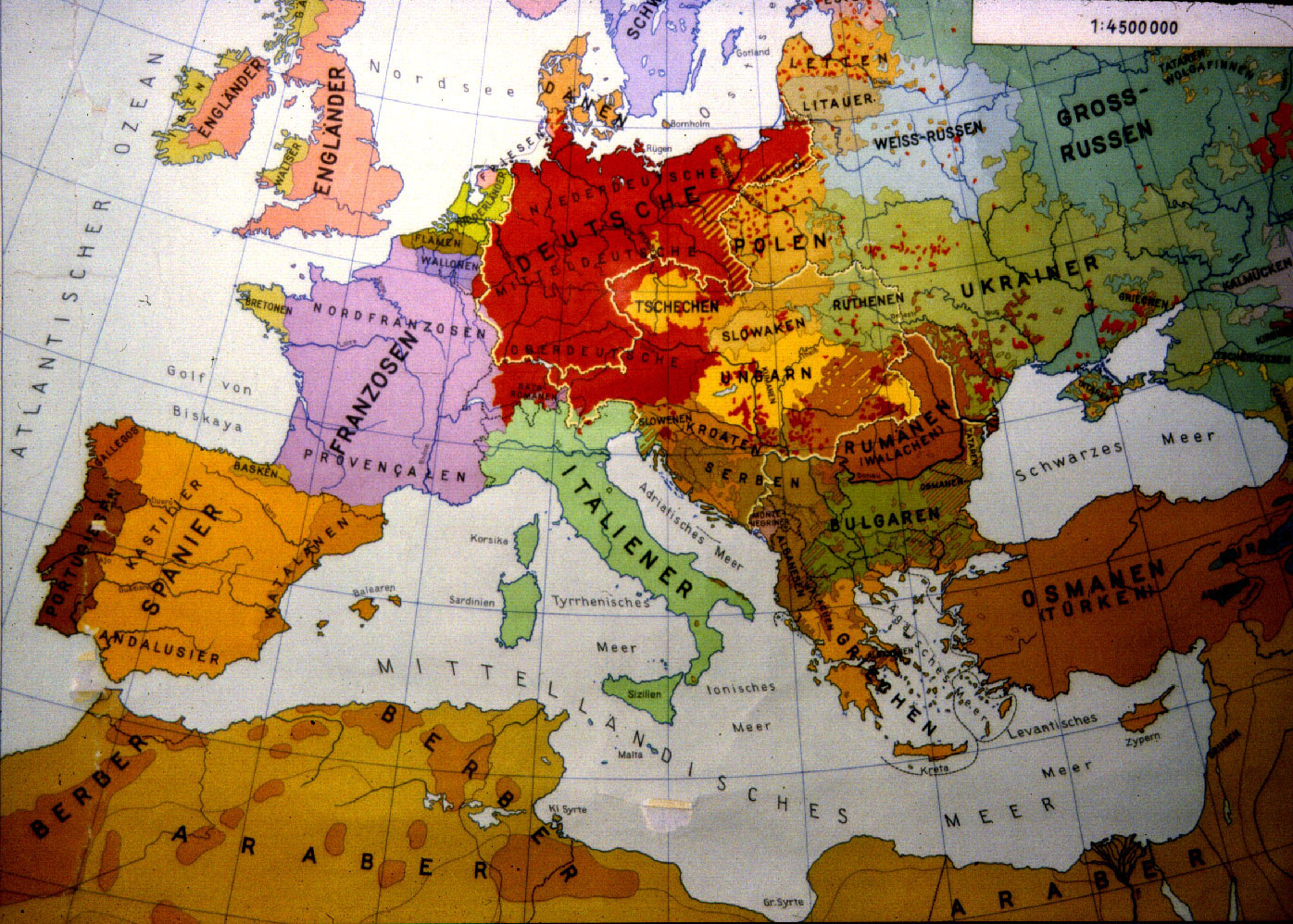
1914年のヨーロッパの民族地図

南北183km、東西83kmに及ぶ島は2億5千万年前に西側で隆起した花崗岩に5千万年前に東側の堆積岩が押し付けられ片岩が出来たという地質からなり、ほとんどが急峻な山岳で占められ、2500メートルを超える高峰が連なる。最高峰はチント山（コルシカ語ではモンテ・ヂントゥ）で2710メートル、ついでロトンド山（同モンテ・ロドンドゥ、2625メートル）、アル・バルダート山（同カブ・アウ・ベルダードゥ、2583メートル）、ビアンコ山（同カブ・ウィアンク、2562メートル）、ミヌータ山（同プンタ・ミヌーダ、2556メートル）である。これら高峰は島を2つに分けるように西北から南東へ連なっており、その西側と東側では風俗や社会形態、言語などが対照的に異なっている。
沿岸部の気候は他の地中海沿岸地域と大差なく年中温暖で少雨であるが、山岳地域は冷涼多雨で冬季には雪が積もり、スキー場が4箇所ある。
沿岸部の地形は東部（東海岸）と西部（西海岸）でまったく異なっている。東海岸は極めて単調で、コルシカに数少ない平野も広がり、ラグーン（潟）も所々で見られる。ラグーンのうち主なものは北部にある全域が自然保護区に指定されているビグリア潟（コルシカ語で「ビグーヤ」）、中部アレリア近辺にあり、カキやムール貝の養殖が行われているディアヌ潟（同「ディアナ」）、ウルビノ潟（同「ウルビーヌ」）である。
一方西海岸は断崖絶壁が続き、平野は中部のグラヴォナ川（コルシカ語で「ア・ラウォーナ」）河口付近にあるのみである。西海岸北西部のポルト湾は奇岩群で知られ、「ピアナのカランケ、ジロラータ湾、スカンドーラ自然保護区を含むポルト湾」として世界遺産に登録されている。
コルシカ島は面積の割に急峻な山岳地帯が大半を占め、それほど大規模の農業・産業が展開できない土地であるため居住人口は少なく、沿岸部および山岳部には手付かずの自然が残されている。島全体の4割近くがコルシカ地域自然公園 (PNR) に指定されており、夏にはハイカーが大勢訪れる。
北部の森林地帯には現地語でキツネネコ（コルシカ語：ghjattu-volpe）と呼ばれる野生のネコが生息しており、近年の研究で同種はコルシカ島固有の種であるとフランス生物多様性局により発表された。

## 都市

コルシカ（コルス）の旗

主要な都市はアジャクシオ（コルス＝デュ＝シュド県、南西部）とバスティア（オート＝コルス県、北東部）、カルヴィ（オート＝コルス県、北西部）、コルテ（オート＝コルス県、中央部）、サルテーヌ（コルス＝デュ＝シュド県、南部）が挙げられる。これらのうち、コルテとサルテーヌは内陸部の都市だが、ほかは沿岸部の都市である。
都市の規模はいずれも小さい。最大の都市アジャクシオでも人口は6万人前後である。バスティアも同様である。カルヴィやコルテに至っては1万人にも満たない。

## 歴史

### 古代・中世
はるか昔には、山岳部に居住する先住民と外来の支配者に明確に区分されていた。先住民についてはその詳細は未だ解明されていないが、ケルト先住民と共通する文明、例えば巨石文明や人物の彫塑のある石柱が島の南部に多数見られる。
一方、外来者は紀元前にはフォカイア、エトルリア、カルタゴなどが、中継貿易拠点としてコルシカ島の沿岸地帯の覇権を争った。島東部海岸にあるアレリアにはエトルリアの遺跡がある。最終的に島に対する覇権を握ったのはカルタゴだったが、ポエニ戦争で古代ローマに敗れたため、紀元前3世紀頃から島の支配権はローマに移る。
ローマはアレリアに都市を建造し、さらに北部バスティア南郊にマリアナを築く。ローマによる繁栄はしばらく続くが、ローマ帝国が東西に分裂し、ゲルマン勢力の侵入が始まると、コルシカ島には外部勢力、特に海賊による襲撃が始まる。
6世紀後半頃から、十字軍によるイスラム勢力のヨーロッパからの駆逐が完了する11世紀頃までこの状態が続き、島ではこの期間を「暗黒時代」と呼んでいる。山岳部の先住民たちはローマ時代には平地に降りて、ローマ人と共存した時期もあったが、暗黒時代になると外部民族の襲撃を恐れて、再び山岳部の小集落（パエーゼ）に身を潜めて自給自足の生活にもどる。近代以降フランスではコルシカの独自の風習が取り上げられているが、その独自性はこの暗黒時代に遡ると思われる。

### イタリア諸国領

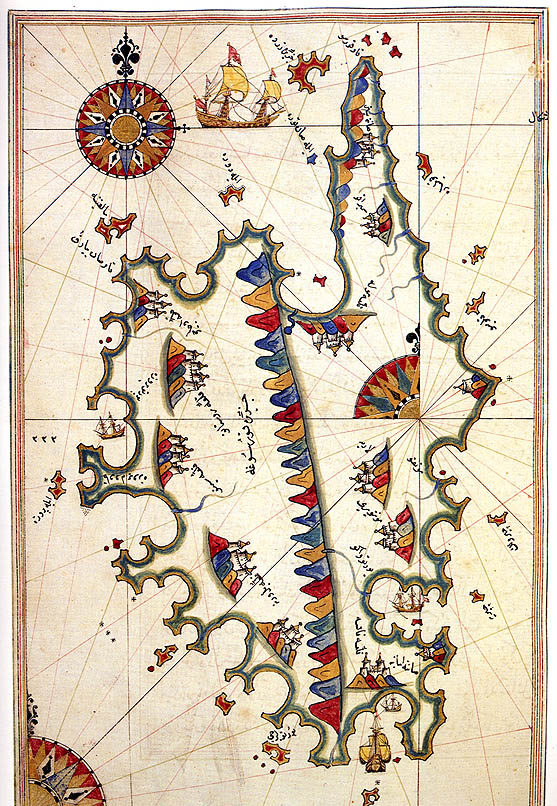
ピーリー・レイースによるコルシカ島の地図

中世になるとイタリア半島の都市国家、ピサとジェノヴァがコルシカ島を植民地支配する。ローマ教皇の命により11世紀にピサがコルシカ島を統治するが、その後ジェノヴァが徐々に島の沿岸地帯に城塞都市を建造し、ピサからその支配権を奪い取ってゆき、13世紀にはジェノヴァの支配が確立する。現在のコルシカにある都市のほとんどがジェノヴァ統治時代にジェノヴァによって建造されたものである。ジェノヴァの支配は過酷であり、島民はたびたび反乱を起こした。中世では16世紀のサンピエール（サンピエロ・コルソ）の反乱が最大のもので、これはジェノヴァによって鎮圧された。

### コルシカ独立戦争
1729年に始まるコルシカ独立戦争はかつてなく大規模かつ組織的な闘争だったためにジェノヴァはこれを抑えられず、1768年にジェノヴァとフランスはフランス軍をコルシカに派兵するかわりにジェノヴァは一定期間のコルシカ統治権をフランスに譲るという内容の、ヴェルサイユ条約を締結した。一方のコルシカは1755年、独立運動の指導者パスカル・パオリを首班とする独立政府を樹立し、コルシカの国歌や国旗、憲法、通貨や大学、徴兵制など近代国家の原型ともいえる制度も創出していった。フランス軍とコルシカ軍との間で戦争が始まると（en:French conquest of Corsica、1768年 - 1769年）、1768年10月のボルゴの戦いではバスティア南郊でコルシカ軍はフランス軍を駆逐したが、1769年5月のポンテ・ノーウ（ポンテ・ヌオーヴォ）の戦い（フランス語: Bataille de Ponte Novu、イタリア語: Battaglia di Ponte Nuovo）では、フランス軍の圧倒的兵力の前にコルシカ軍は敗れ去り、パオリは英国に亡命する。これ以降、コルシカ島は完全にフランス領になった。のちにフランス皇帝となるナポレオン・ボナパルトが生を享けるのは、この戦役から3か月後のことである。

### フランス領
こうした歴史的背景もあって、コルシカ島ではフランス併合後、断続的に民族主義運動が起きている。1975年8月に自治主義勢力（ピエ・ノワール）とフランス治安当局との間で激しい闘争（アレリア闘争）が展開され、自治主義勢力が非合法化されると、分離主義勢力のコルシカ民族解放戦線 (FLNC) が組織されるが、1982年に地方分権政策の一環としてコルシカ地域議会が設置されると求心力を失い分裂する。そして現在繰り広げられている武力闘争は独立戦争などではなく、民族主義を名乗るグループ同士の内部抗争であり、近年は失業で悶々としている島の若者たちを徴用するなど非行問題化しつつある。一般の島民は民族主義には理解を示しつつも、政治運動からは一線を画しており、コルシカ人がフランスからの独立を望んでいるという指摘は不正確である。

## 文化

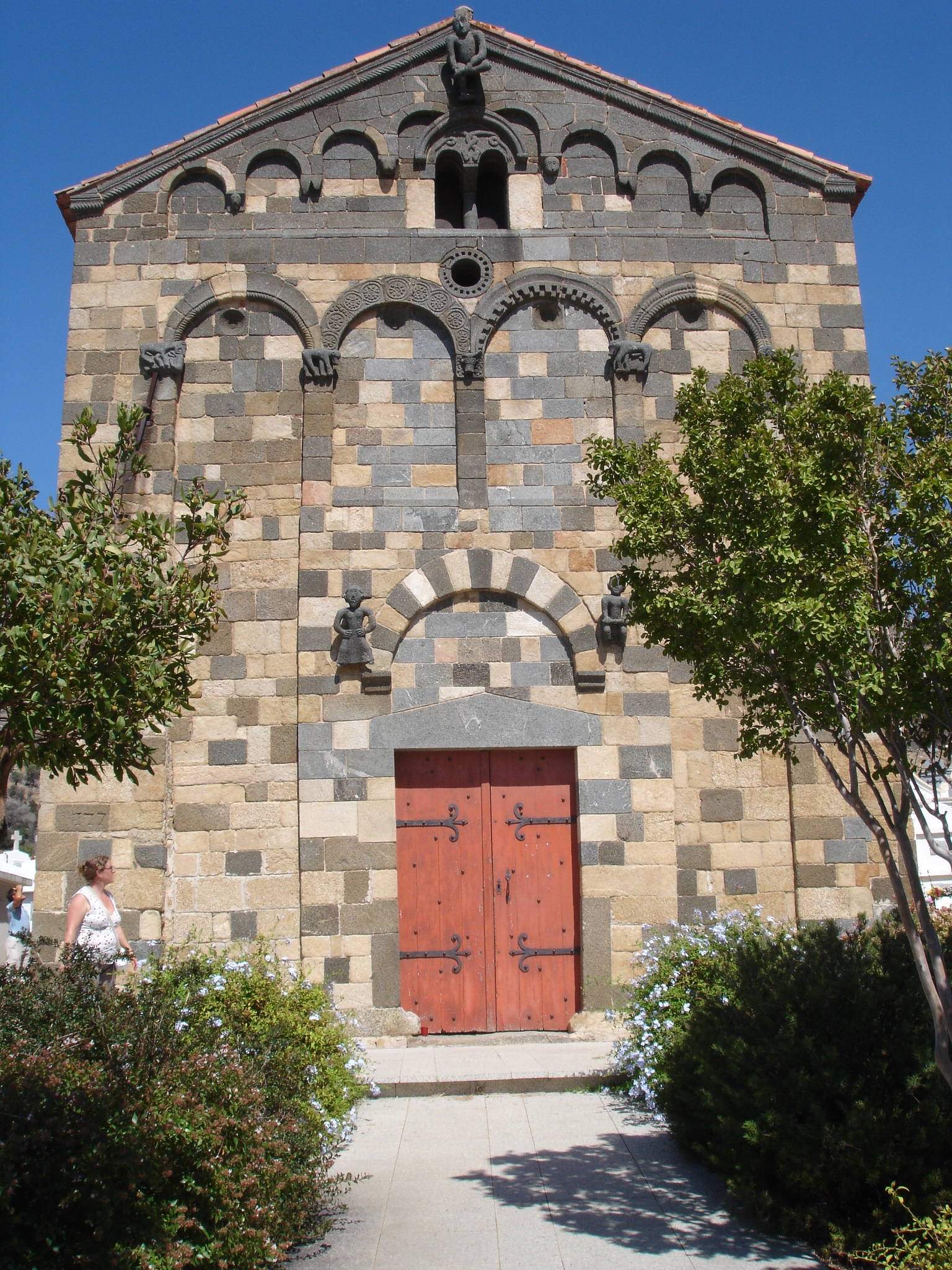
ピサ・ロマネスク様式のアレンゴの教会。ピサの影響が見て取れる。

コルシカ住民は文化や言語の面で、ヨーロッパ大陸の大陸部のフランス本土とは異なった面を持っている。
近年はコルシカにおけるアイデンティティの高まりにより、コルシカの文化やこれを基盤にした芸術などを見直すさまざまな活動が行われているが、その代表がかつての即興詩吟をベースにしたポリフォニーである。複数人が楽器を使わずに奏でる多声の男声合唱がその中心で、グループ「イ・ムヴリニ」(I Muvrini) がその代表格である。それ以外に「ア・ヴィレッタ」(A Filetta)、「ティアミ・アディアレージ」(Chjami Aghjalesi)、「カンター・ウ・ボーブル・ゴールス」(Canta u Populu Corsu)、「スルディアンティ」 (Surghjenti) などのグループがある。伝統的な男性多声合唱については、2009年「パディエッラ風の歌謡」(Cantu in paghjella) としてユネスコの無形文化遺産に登録されている。
現在の住民の日常語はフランス語である。コルシカ語も依然として、学校教育やテレビ・ラジオ放送、広告・商標、文化活動などで盛んに用いられている。コルシカ語は公用語ではないものの、コルシカ語を含むフランスの地域語（詳細はフランスの言語政策を参照）は、2008年のフランス共和国憲法改正により、フランスの文化遺産であると新たに規定された（第75条の1）。

## 産業
コルシカ島の特産物は、豚および豚肉燻製品、クリの粉から作った菓子類である。ワインやチーズの産地としても有名で、ワインは「パトリモニオ」や「ミュスカ・デュ・カップ・コルス」、チーズではフレッシュチーズのブロッチュが有名である。クリで作られたビール「ピエチュラ」（ピエトラ）もある。
観光・サービス業といった第三次産業に大きく頼らざるを得なくなっている。だが、観光はシーズン期が7月と8月のみで、また近隣にフランスの大陸本土南岸のコート・ダジュールやスペインのバレアレス諸島にあるイビサ、イタリアのリグーリア海岸などの国際的リゾート基地に囲まれており、激しい競争に晒されている。サービス業はスーパーマーケットなどの小売業の他、運輸・公務関係者が圧倒的に多い。
なお、コルシカ島内では食料品をはじめとして衣料品、石油製品、住宅関連費用、電気、ガス、水道などにかかる付加価値税がフランス本土よりも低く設定されている。

## 交通

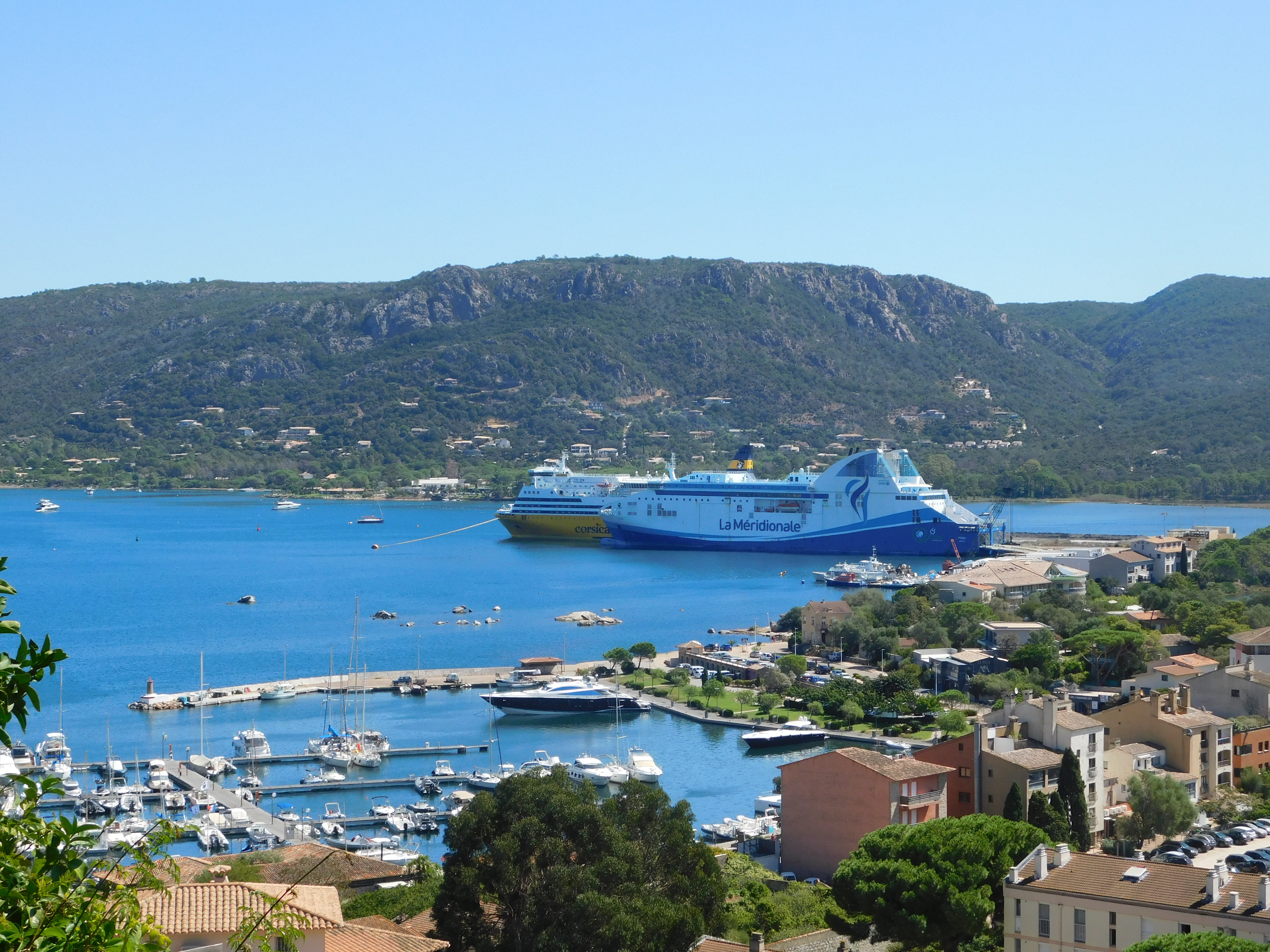
ポルト＝ヴェッキオの港

コルシカ島には四つの空港があり、パリ、ニース、マルセイユなどのフランスの地中海沿岸の都市と航空路で連絡されている。作家アントワーヌ・ド・サン＝テグジュペリの最後の出撃地であったバスティア・ポレッタ国際空港 (en:Bastia – Poretta Airport) もその一つで、当時は自由フランス軍空軍の「ボルゴ飛行場」だった。一方、航路はマルセイユ、ニース、トゥーロン、イタリアのサヴォナ、ジェノヴァ、サルデーニャ島との連絡があり、最高35ノットを誇る高速フェリー路線もある。入島税・出島税が課せられる。
島内の都市間を結ぶ交通はアジャクシオ、バスティア、コルテ、カルヴィを連絡するコルシカ鉄道があるものの便数は決して多くなく、ほかに1日に1、2便しかない都市間路線バスもあるが、それ以外には公共交通機関はない。よって島内の移動には、自動車（レンタカー）による移動、タクシーの利用が交通機関利用よりも便利で効率的である。島内には国道193、194、196、197、198、200号線があるが、高速道路はない。国道の道路事情は極めて悪かったが、1990年代以降は徐々に改善されている。

## ツール・ド・コルス

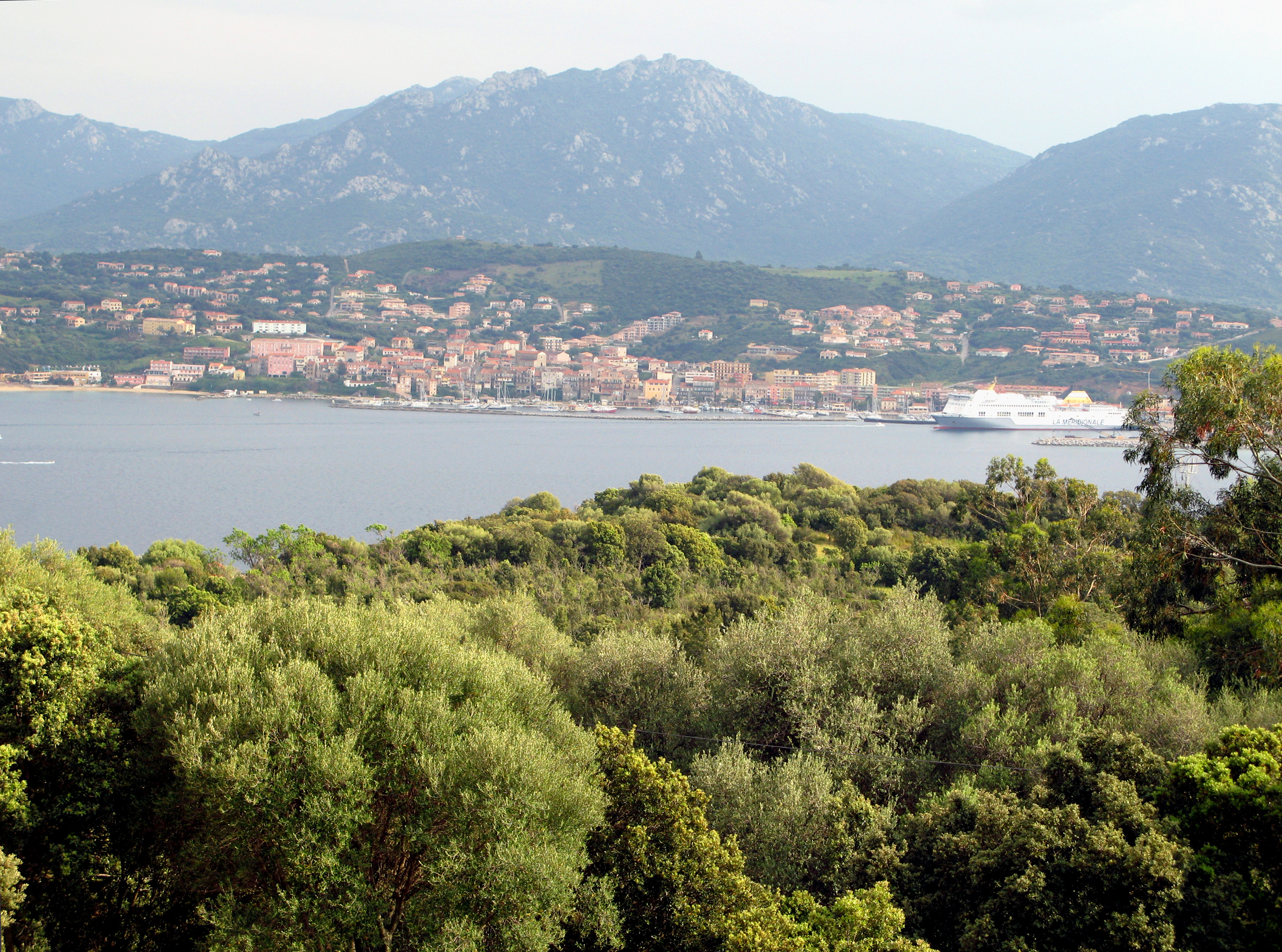
プロプリアーノ市街近辺の海岸線

島の一般道を閉鎖して行われるラリーは『ツール・ド・コルス』と呼ばれ、1956年から毎年開催。1973年から行われているWRC（世界ラリー選手権）のラウンドにも組み込まれている。「直線が200mあったらコルスではない」とまで言われる、カーブだらけで荒れた路面のテクニカルなターマック（舗装路）ラリーコースとして数々の名場面を生み出している。
山岳地帯を縫うように走る断崖路で行われるこのイベントでは、ワークスドライバーであってもしばしば大事故を引き起こす。グループB時代の1985年・1986年には、2年連続でランチアのワークスドライバーが死亡。1985年には、ランチア・ラリー037を駆るアッティリオ・ベッテガが立ち木に衝突して死亡。1986年には、ランチア・デルタS4を駆るヘンリ・トイヴォネンがコースオフで崖から転落し、木に衝突した瞬間に起きた発火・爆発で死亡している。これらの事故は、グループBカテゴリ消滅のきっかけとなった。他にも1997年には、この年のワールドチャンピオンである三菱のトミ・マキネンが路上に出てきた牛に衝突し、崖下に転落してリタイアしている。